# Orlando Sá
Orlando Carlos Braga de Sá (født 26 maj 1988 i Barcelos) er en portugisisk fodboldspiller, som spiller for Standard Liège i Belgien.

## Spillerkarriere

### Braga
Sá startede karrieren ud i Braga, hvor han blev forfremmet til førsteholdet i 2007-08 sæsonen.

### Porto
Den 1. juni 2009 rykkede Sá til ligamestrene fra Porto for anslåede 3 millioner Euro. Portugiseren blev dog ikke den store succes hos Porto, men fik væsentlig mere spilletid under et lejeophold i Nacional.

### Fulham
Da Sás kontrakt udløb i sommeren 2011, skiftede den portugisiske angriber til den engelske Premier League-klub Fulham. Sá scorede sit første mål i en 1-1 kamp mod Norwich City den 31. december 2011. Sá fik ophævet sin kontrakt med Fulham i juni 2012 efter aftale med klubben.

### AEL Limassol
Den 30. juli 2012 skrev Sá en 3-årig kontrakt med AEL Limassol på Cypern.

### Legia Warszawa
Den 14. februar 2014 skrev Sá under på en kontrakt med den polske klub Legia Warszawa.

## Landshold
Sá fik sin landsholdsdebut i februar 2009, da han afløste Hugo Almeida i en venskabskamp mod Finland, som Portugal vandt 1-0.